# Erythroxylum patentissimum
Erythroxylum patentissimum är en tvåhjärtbladig växtart som beskrevs av Otto Eugen Schulz. Erythroxylum patentissimum ingår i släktet Erythroxylum och familjen Erythroxylaceae. Inga underarter finns listade i Catalogue of Life.